# Людвіг Ган
Людвіг Герман Карл Ган (нім. Ludwig Hermann Karl Hahn; 23 січня 1908, Айцен, Біненбюттель, Німецька імперія — 10 листопада 1986, Аммерсбек, ФРН) — німецький юрист, штандартенфюрер СС, командир поліції безпеки та СД у Кракові та Варшаві. Брав участь у ліквідації Варшавського гетто та придушенні Варшавського повстання 1944 року.

## Біографія
Людвіг Ган народився 23 січня 1908 року у селянській сім'ї. Крім Людвіга у подружжя народилися чотири дівчинки. Після закінчення народної школи він вступив у 1918 році до гімназії у Люнебурзі, яку закінчив у 1927 році, склавши іспити на атестат зрілості. З 1927 до 1931 рік вивчав право в університетах Геттінгену та Єни. Перший державний іспит він склав 27 червня 1931 року, а 27 липня здобув докторський ступінь. Проходив юридичне стажування у різних містах Німеччини: Люнебурзі, Наумбурзі, Веймарі та Єні. Другий державний іспит він склав 29 квітня 1935 року. 1 лютого 1930 року у Геттінгені вступив до НСРПН й отримав квиток № 194463. У той час також перебував у націонал-соціалістичному союзі студентів. У червні 1930 року став членом штурмового загону (СА) у Єні; у грудні 1930 року отримав звання шарфюрера СА. 21 квітня 1933 року був зарахований до СС. До кінця травня 1933 року служив у 17 штандарті (полку) СС у Люнебурзі. З кінця травня та до кінця жовтня 1933 року належав до 26 штандарту СС у Гамбурзі, з кінця жовтня та до кінця грудня 1933 року — до 47 штандарту СС у Веймарі. З квітня 1933 року був членом Націонал-соціалістичної спілки юристів. Навесні 1933 року заснував групу юристів із цієї організації у гау Східний Гановер. У березні 1934 року взяв участь у першому юридичному курсі Тюрінгської державної школи керівництва та політики в Епендорфі.
1 червня 1935 року отримав призначення референта у Головному управлінні з безпеки рейхсфюрера-СС. У 1936 році став заступником керівника гестапо Ганновера. 1 вересня 1936 року був переведений у берлінське відділення гестапо. З квітня 1937 року керував гестапо у Веймарі. На цій посаді також був постійним представником начальника поліції.
Ган також закінчив два військові навчальні курси вермахту, тривалістю у вісім тижнів: з 8 серпня до 3 жовтня 1936 року у 56-му допоміжному батальйоні у Брауншвейгу та з 2 січня до 1 березня 1937 року у 3-й протитанковій дивізії у Франкфурті-на-Одері. З другого навчального курсу він був знятий як єфрейтор і кандидат в офіцери запасу.
Після початку польської кампанії у вересні 1939 року Ган очолив айнзатцкоманду 1, яка входила до складу айнзатцгрупи I, підпорядковану Бруно Штреккенбаху під час операції «Танненберг». У завдання айнзатцгруп входила «боротьба з усіма антинімецькими ворожими елементами в тилу військ, які борються» й одночасно всеосяжне знищення польської інтелігенції. Айнзатцгрупа I була сформована у серпні 1939 року у Відні та діяла у зоні 14-ї армії вермахту у Польщі. Після розквартирування у Сянік з 26 вересня до 26 жовтня та використання у Нойтитчені, Ряшеві та Бельсько-Бяла 20 листопада 1939 року підрозділ було розпущено. У січні 1940 року як наступник Вальтера Гуппенкотена отримав призначення командиром поліції безпеки та СД у Кракові. Вже 14 серпня 1940 року був переведений до Головного управління імперської безпеки (РЗГА) та водночас направлений як спецпредставник рейхсфюрера СС до посольства Прессбурга, де працював радником словацького міністра внутрішніх справ з питань поліції. У квітні 1941 року під час Балканської кампанії прийняв керівництво над однією з команд у складі айнзатцгрупи у Греції. 1 серпня 1941 року обійняв посаду командира поліції безпеки та СД у Варшаві. На цій посаді відповідав за смертні вироки поліцейських судів і приймав рішення про страту поляків у Варшавському кільці. Головна комісія з розслідування німецьких злочинів у Польщі після війни зібрала 29 наказів, підписаних Ганом у 1941—1944 роках, де йшлося про страту 1598 заручників. Крім того, збереглися тексти наказів Гана про депортацію євреїв до концтаборів Ґросс-Розен і Штуттгоф, у яких він вказував розстрілювати окремих ув'язнених. Також брав участь спільно з бригадефюрером СС Юрґеном Штропом у знищенні Варшавського гетто та придушенні повстання в ньому. Організував депортацію 300 000 євреїв із гетто у табір смерті Треблінка. Під час Варшавського повстання у серпні-жовтні 1944 року разом з військами СС боровся на півдні, а потім і в центрі міста. Крім того, особисто командував обороною Варшавського дистрикту. Пізніше за розпорядженням Гіммлера Ган наказав убити тисячі польських громадян як помсту за повстання. У період з серпня до вересня 1944 року гестапо розстріляло від 5 000 до 10 000 чоловіків, жінок і дітей. За участь у придушенні повстання отримав Залізний хрест 1-го класу. У квітні 1944 року був підвищений до штандартенфюрера. 16 грудня 1944 року був переведений на західний фронт, де очолив айнзатцгрупу L (Кохем). 31 січня 1945 року знову було повернуто на східний фронт як представник Карла Оберга у групу армій «Вісла». Потім служив у Дрездені у штабі керівника СС і поліції. У березні 1945 року він отримав посаду командира поліції безпеки та СД у Вестфалії та відповідав за безпеку гауляйтера Альфреда Меєра.

### Після війни

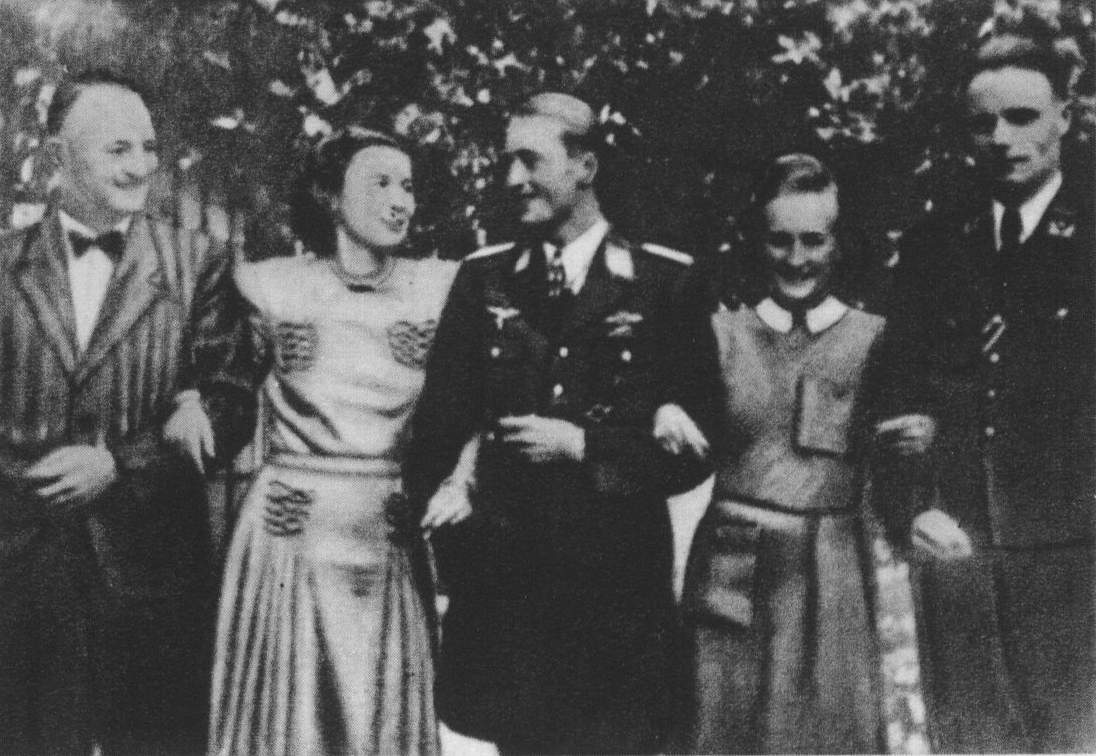
Людвіг Ган (крайній ліворуч) разом зі своєю дружиною та шурином в окупованій Варшаві.

Після війни жив під чужим ім'ям у Бад-Айльзені. У 1946 році він був внесений до списку військових злочинців, які розшукувалися, проте союзники не знали, що з ним трапилося. Дружина Гана повідомила, що його забрали росіяни. У 1950 році британська влада припинила пошук Гана. У 1949 році Ган перестав користуватися іншим ім'ям і став менеджером з продажу у фірмі Scharpenack & Teschenmacher у Вупперталі. Восени 1951 року перейшов у страхову галузь і став заступником директора компанії «Karlsruer Lebensversiherung AG», у 1955 році очолив гамбурзьку філію цієї компанії. Наприкінці 1958 року Ган почав працювати у фірмі Hans Rudolf Schmidt & Co GmbH, де очолив відділ страхування життя. На початку липня 1960 року його заарештували за місцем проживання у Баренфельді та поміщений у слідчий ізолятор, але вже у липні 1961 року був умовно звільнений. Ган повернувся на своє робоче місце, купив ділянку та розпорядився побудувати там особняк, куди переїхав разом із дружиною та 4 дітьми. Тим часом тривали розслідування проти нього з паралельною співпрацею з польською владою. Після того, як доказів проти нього було достатньо, у грудні 1965 року Гана заарештували, але через два роки його знову звільнили «з медичних міркувань». У цей час він втратив свою роботу та якийсь час працював в інвестиційній компанії, а згодом працював страховим агентом. З 1969 року про Гана повідомляли у пресі. Відомий мисливець за нацистами Симон Візенталь й історик Йозеф Вульф критикували тривалість розслідування справи Гана. У травні 1972 року почалися основні слухання гамбурзького суду присяжних проти Гана щодо дій у в'язниці Пав'як. 5 червня 1973 року Гана засудили до 12 років позбавлення волі за допомогу у вбивстві принаймні 100 поляків, які 21 липня 1944 року були розстріляні за його розпорядженням. 4 березня 1975 року його касаційну скаргу було відхилено федеральним верховним судом ФРН. 5 березня був заарештований і поміщений до в'язниці. 4 липня 1975 року земельний суд Гамбурга засудив його до довічного ув'язнення за депортацію євреїв з Варшавського гетто, але 30 вересня 1983 року його достроково звільнили. Помер 1986 року.

## Сім'я
У серпні 1935 року одружився з Шарлоттою Штайнгофф, сестрою Йоганнеса Штайнгоффа, німецького льотчика-аса. У шлюбі народилося четверо дітей.

## Звання
- Ротенфюрер СС: 9 листопада 1934 року[25];
- унтершарфюрер СС: 1 червня 1935 року[25];
- гауптшарфюрер СС: 9 листопада 1935 року[25];
- унтерштурмфюрер СС: 20 квітня 1936 року[25];
- оберштурмфюрер СС: 30 січня 1938 року[25];
- гауптштурмфюрер СС: 1 серпня 1938 року[25];
- штурмбанфюрер СС: 26 вересня 1938 року[25];
- старший урядовий радник: 12 вересня 1941 року[26];
- оберштурмбанфюрер СС: 9 листопада 1941 року[26];
- штандартенфюрер СС: 20 квітня 1944 року[27];
- урядовий директор: 20 квітня 1944 року[27].

## Нагороди
- Спортивний знак СА в бронзі
- Перстень «Мертва голова»
- Почесна шпага рейхсфюрера СС
- Залізний хрест 2-го класу
  - 2-го класу (6 грудня 1940)[26]
  - 1-го класу (9 жовтня 1944)[27]
- Почесний знак «За турботу про німецький народ» (1941)
- Хрест Воєнних заслуг
  - 2-го класу з мечами
  - 1-го класу з мечами (30 січня 1943)[26];